# Nore (namn)
Nore är ett svenskt förnamn på män/pojkar. 
Nore är ett fornnordiskt namn, som blev använt av Esaias Tegnér 1818 som en personifikation av Norge. Det infördes i almanackan 1901 den 4 november (samma datum som den svenske kungen Karl XIII kröntes till kung av Norge) som en heder åt unionen mellan Norge och Sverige. När norrmännen 1905 sade upp unionen utgick namnet året därpå och ersättas av det mer svenskklingande Sverker. Det återinfördes 1986 på 4 november, men flyttades 1993 till 17 maj och utgick 2001.

## I nordisk mytologi
Nor eller Nore, hörde enligt nordisk mytologi till fornjoternas ätt. Han var son till Torre Barfrost och bror till Gör och Göje. Nor lär ha gift sig med en syster till kung Eolf (Rolf) i Hedemarken. Sagan nämner även att detta var anledningen till Norges bebyggande och berättas i myten om Nor i "Fundinn Noregr".

## Statistik
Den 31 december 2019 fanns det totalt 582 män hade förnamnet Nore, av dessa hade 219 Nore som tilltalsnamn. 5 kvinnor hade förnamnet Nore, av dessa hade 4 det som tilltalsnamn. 104 personer heter Nore i efternamn. 2014 fick 17 pojkar namnet som tilltalsnamn.